# 28220 Йорк
28220 Йорк (28220 York) — астероїд головного поясу, відкритий 28 грудня 1998 року.
Тіссеранів параметр щодо Юпітера — 3,452.
Названий на честь Йорка - столиці північної Англії впродовж понад 2000 років.